# أستريد رومر
أستريد رومر (بالهولندية: Astrid Roemer) (27 أبريل 1947، باراماريبو في سورينام)؛ كاتِبة مُتخصِّصة في أدب الأطفال، كاتبة مسرحية وشاعرة سورينامية.